# Wavel Ramkalawan

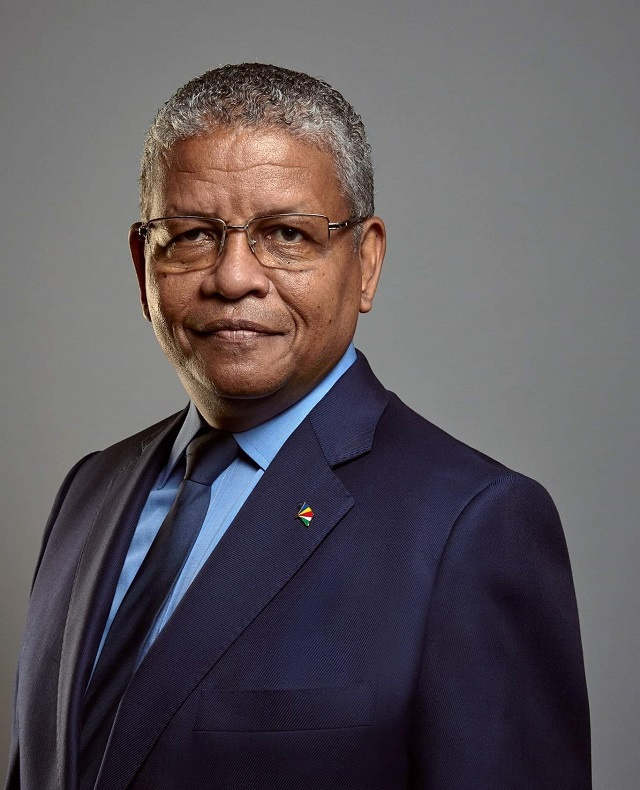
Wavel Ramkalawan (2020)

Wavel John Charles Ramkalawan (* 15. März 1961 auf Mahé, Seychellen) ist ein anglikanischer Priester und seit dem 26. Oktober 2020 der fünfte Staatspräsident der Seychellen.

## Leben

### Jugend und Ausbildung
Wavel Ramkalawan wurde auf Mahé geboren, der Hauptinsel der Seychellen. Seine Familie lebte in einfachen Verhältnissen, er war das jüngste von drei Geschwistern. Sein Urgroßvater Huryychurn stammte aus Gopalganj, Bihar und wanderte nach Mauritius aus, wo er als Indentured Labourer auf einer Zuckerrohrplantage arbeitete. Nach seinem Tod emigrierte seine Urgroßmutter mit zwei Söhnen auf die Seychellen. Sein Vater arbeitete als Metallarbeiter und seine Mutter als Lehrerin. Ramkalawan erhielt seine Schulausbildung am Seychelles College, der Eliteschule für Jungen. Sein Studium begann er am St Paul’s Theological College in Mauritius und setzte es an der Birmingham University fort. 1985 wurde er als Priester ordiniert und kehrte auf die Seychellen zurück, wo er zunächst in verschiedenen Parishes diente, bis er zum Priest-in-charge des Parish Holy Saviour befördert wurde.

### Politisches Engagement
Durch die Arbeit als Priester kam Ramkalawan dazu, sich politisch zu engagieren. Durch seine Pastorale Arbeit kam er in Kontakt mit zahlreichen Menschen, die Repression und Menschenrechtsverletzungen von Seiten der Regierung ausgesetzt waren. Zu der Zeit war die Kirche die einzige Institution, die Missbräuche offen ansprechen konnte.
1990 hielt Ramkalawan eine öffentlichkeitswirksame Predigt, die durch den Rundfunk übertragen wurde. Darin stellte er die Praxis der damaligen Einparteienregierung in Frage und drückte den Wunsch des Volkes nach größeren Freiheiten aus, nach Achtung der Menschenrechte und Rechtsstaatlichkeit. Diese Predigt war Inspiration für die Bewegung für politische Freiheit und Demokratie auf den Seychellen.
1991 schloss er sich, noch immer in seiner Funktion als Pastor, mit anderen Oppositionellen zusammen, unter anderen Roger Mancienne und Jean-François Ferrari, um die Parti Seselwa zu gründen. Aus der ursprünglichen Untergrundorganisation entstand eine Partei und er wurde deren Führer.

### Oppositionsführer und Staatspräsident
Als die Regierung 1992 unter nationalem und internationalem Druck wieder ein demokratisches Mehrparteiensystem zuließ, war die Parti Seselwa die erste politische Partei, die sich registrieren ließ und die Opposition der Regierung stellte. 1992 nahm sie unmittelbar an den Wahlen zur Constitutional Commission teil, wo sie jedoch nur 4 % der Stimmen erhielt und sich nicht für eine Teilnahme in der Kommission qualifizierte. Als die neue Verfassung 1993 in Kraft gesetzt wurde, vereinigten sich zwei weitere Oppositionsparteien mit der Parti Seselwa, um die United Opposition (UO) zu bilden und in den Parlamentswahlen 1993 anzutreten. Die Partei gewann dabei 9 % der Stimmen, woraufhin Ramkalawan als Abgeordneter in die National Assembly einzog.
1998 führte Ramkalawan seine Partei in die zweiten Wahlen. Die Partei gewann diesmal 27 % der Stimmen und konnte so mit drei Abgeordneten in die National Assembly einziehen, wodurch sie die Democratic Party des ehemaligen Präsidenten James Mancham auf den dritten Platz verwies. Ramkalawan wurde das erste direkt gewählte Mitglied der Partei in der Assembly. Er gewann seinen Heimatbezirk St Louis, den er von da an vertrat. Zusätzlich wurde er zum Leader of the Opposition gewählt, einem Posten, den er ebenfalls seitdem innehatte.
In den Präsidentschaftswahlen 2001 erhielt Ramkalawan 45 % der Stimmen; er verlor gegen die 54 % der Stimmen, die Präsident France-Albert René erhielt. Im nächsten Jahr führte Ramkalawan seine Partei unter dem Namen Seychelles National Party (SNP) in die Wahlen zur Nationalversammlung. Die Partei konnte die Zahl ihrer Abgeordneten auf sieben erhöhen und die Zahl der nach Proporz gewählten Abgeordneten auf vier.
2005 nahm Ramkalawan ein Sabbatical von seinen klerikalen Aufgaben, um sich voll auf seine politischen Aufgaben zu konzentrieren. Trotzdem verlor er 2006 bei der Präsidentschaftswahl gegen James Alix Michel.
Bei der Präsidentschaftswahl 2015 kam es zu einer Stichwahl zwischen Ramkalawan und Michel, bei der Ramkalawan mit 49,85 % der Stimmen knapp unterlag.
Bei der Präsidentschaftswahl 2020, die aufgrund der COVID-19-Pandemie mit den Wahlen zur Nationalversammlung zusammengelegt wurde, schlug Ramkalawan Amtsinhaber Danny Faure, der für die LDS (Linyon Demokratik Seselwa) antrat, mit 54,9 % der abgegebenen Stimmen und wurde am 26. Oktober 2020 feierlich als neuer Präsident der Seychellen vereidigt.

## Familiäres
Er ist verheiratet und hat drei Kinder.